# Vřetenuška ligrusová
Vřetenuška ligrusová (Zygaena carniolica) je druh motýla rodu vřetenuška z podčeledi vřetenušky z čeledi vřetenuškovití. Vřetenuška ligrusová je jedovatá, neboť obsahuje hodně kyanidu. Žije v nižších polohách s vápencovým podkladem. Nejčastěji se vyskytuje v ovocných sadech.
Vřetenuška ligrusová žije jen jeden rok. Stejně jako u ostatních motýlů i zde je larvou housenka. Žír housenek probíhá na vičencích a štírovnících. Housenka přezimuje a na jaře se mění v dospělého jedince. Dospěje v červnu a v srpnu umírá. Dospělý jedinec je dlouhý 25 až 32 milimetrů, je hodně barevně proměnlivý, mnohdy převažuje zlatá barva. Na rozdíl od housenek vyhledávají dospělí jedinci květy kvetoucí modře nebo fialově, např. chrpy, chrastavce nebo dobromysl obecnou.
V minulosti byla vřetenuška ligrusová jedním z nejhojnějších motýlů. Byla v téměř každém sušším sadu. V současnosti ale velmi rychle mizí nebo se vyskytuje jen v malých populacích. Může za to zemědělská činnost, hnojení a insekticidy. Pro její ochranu je potřeba starat se o sady, kosit je a pást na nich zvířata, aby nezarůstaly.